# Campomanesia grandiflora
Campomanesia grandiflora là một loài thực vật có hoa trong Họ Đào kim nương. Loài này được (Aubl.) Sagot mô tả khoa học đầu tiên năm 1885.